# Saranda Kolones

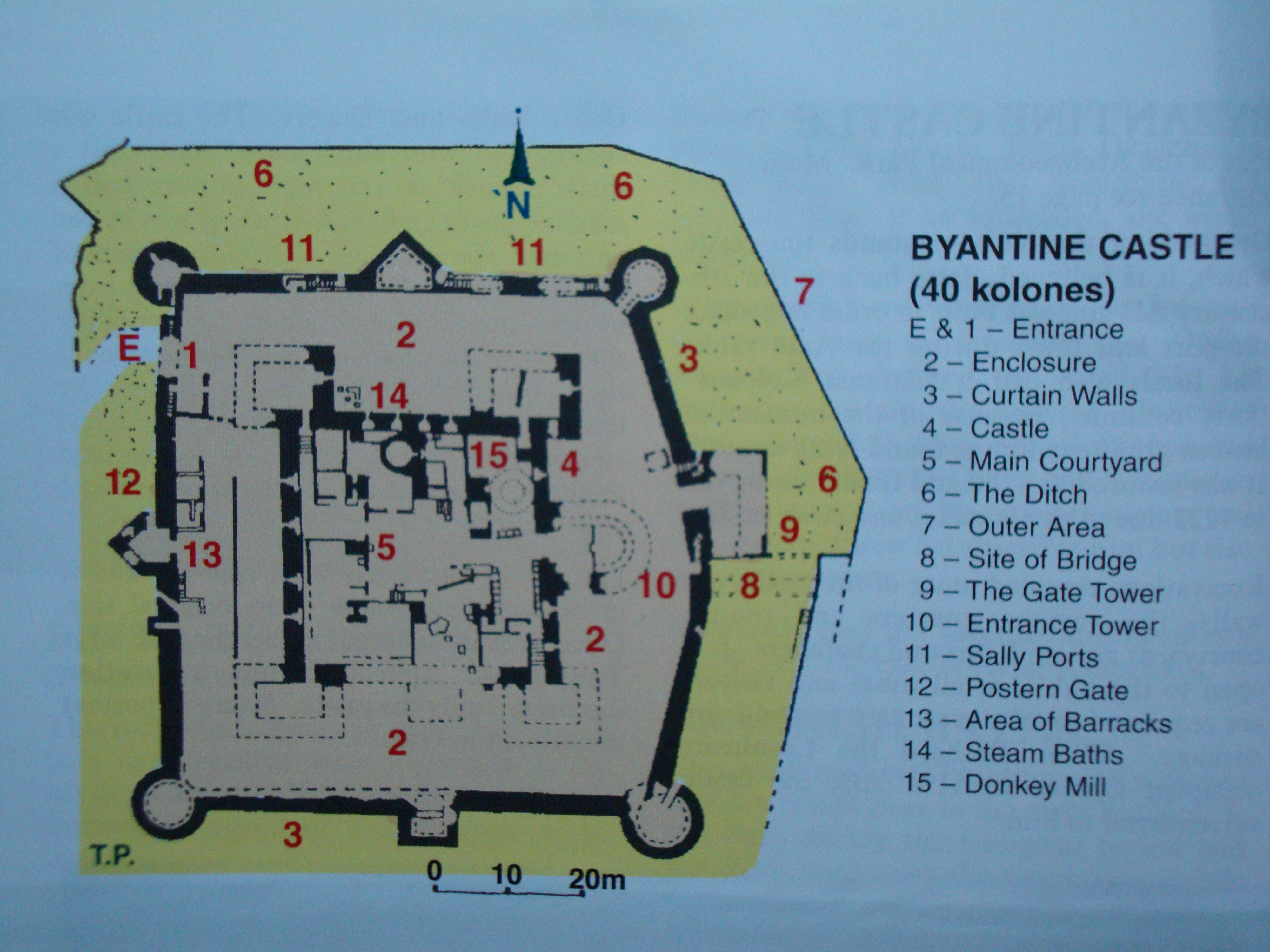
Rekonstruierter Plan der Burg

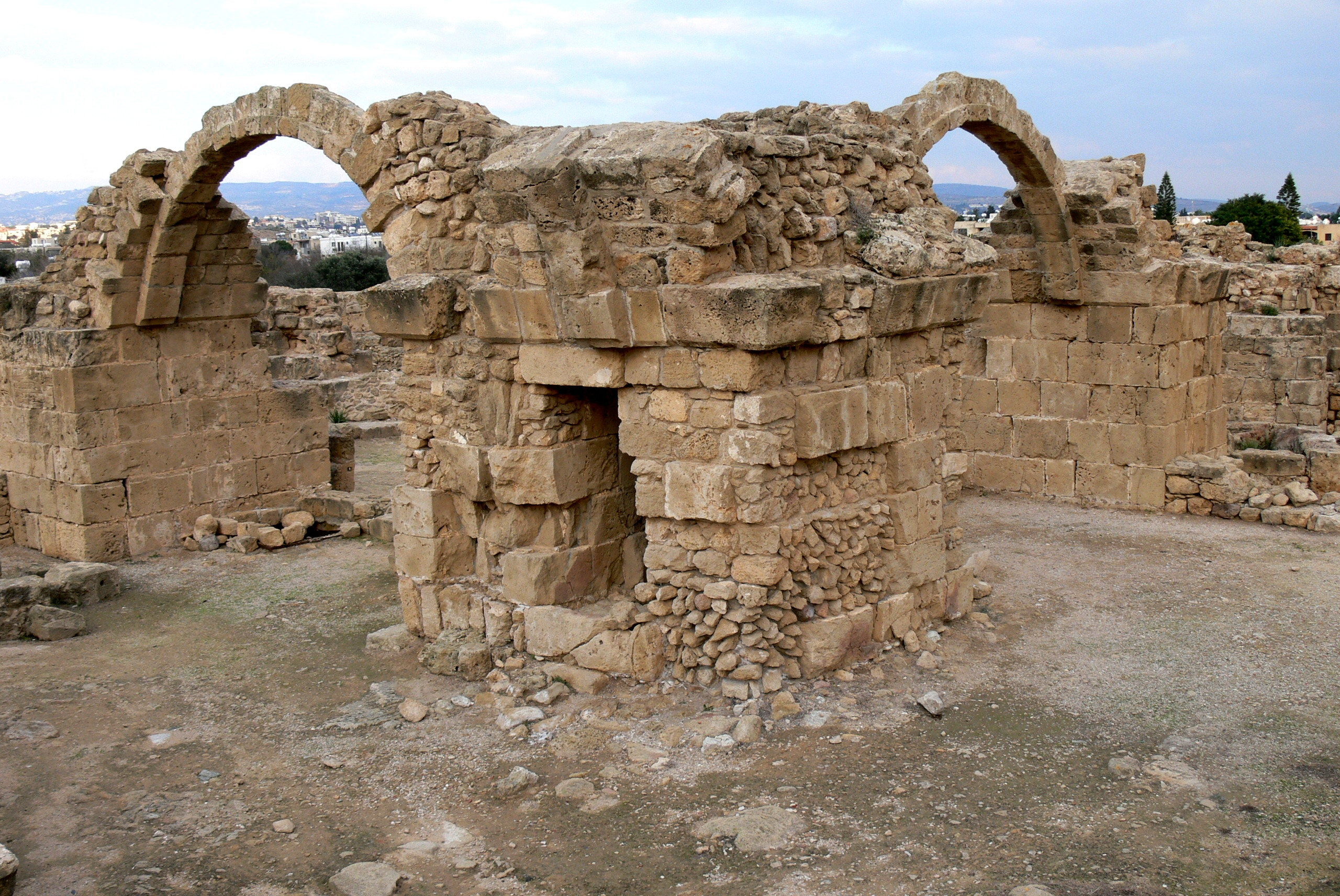
Burgruine Saranda Kolones

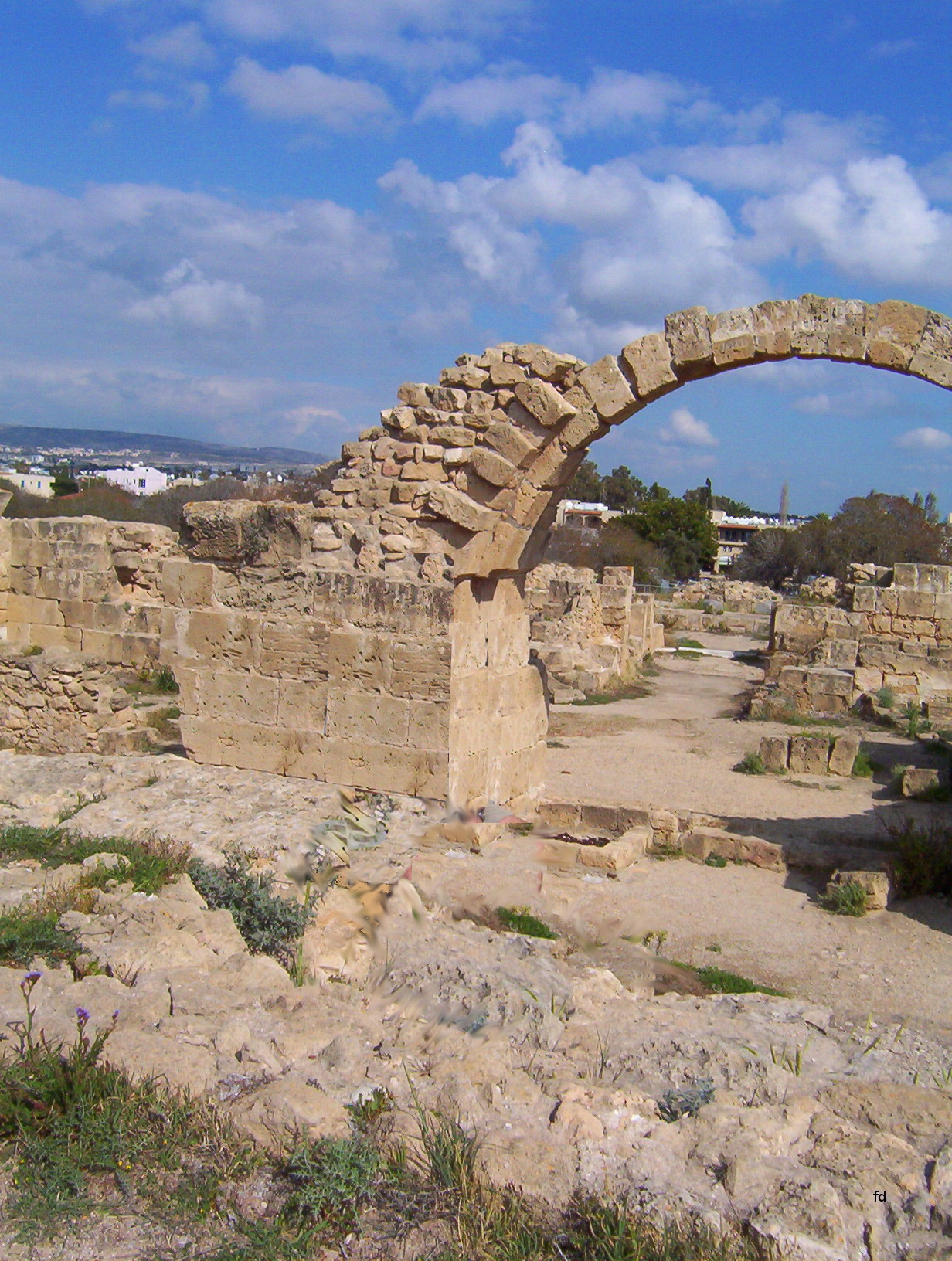
Torbogen

Saranda Kolones (griechisch Σαράντα Κολώνες = '40 Säulen') ist ein byzantinisches Kastell in der Nähe des Hafens von Nea Paphos auf Zypern. 
Seinen Namen erhielt das Kastron nach den 40 monolithischen Säulen römischer Machart, die beim Bau wieder verwendet wurden. Man findet sie als Unterbau des Zugangs zum äußeren Hof der Burg, als Türschwellen, oder in bearbeitetem Zustand als Barrieren von Futterkrippen in den Stallungen. Die ursprüngliche Verwendung dieser mächtigen Säulen wird bei einem Rundgang über das Gebiet der einstigen Agora sowie an den in situ stehenden Exemplaren an der Chrysopolitissa-Kirche deutlich.

## Geschichte
Eventuell entstand die Festung zur Zeit des Heraklios (Oströmischer Kaiser von 610 bis 640). Nach der Plünderung durch die Araber und dem zwischen Justinian II. und dem Kalifen Abd al Malik im Jahre 688 geschlossenen Vertrag über die Entmilitarisierung Zyperns stand die Burg lange Zeit leer. Nach der Rückeroberung der Insel durch die Byzantiner im 10. Jahrhundert, genauer nachdem Alexios I. um 1100 Maßnahmen zur Sicherung der Insel ergriffen hatte, wurde Saranta Kolones wieder genutzt. Als im Jahre 1191 die Kreuzfahrer unter Richard Löwenherz die Insel einnahmen, wurde ihnen von der byzantinischen Garnison das „Castellum quod dicitur Baffes“ übergeben. Unter fränkischer Herrschaft wurden einige bauliche Veränderungen vorgenommen, deren Bestand durch ein Erdbeben im Jahre 1222 ein Ende gesetzt wurde, wodurch das Kastron der Verwendung als Steinbruch zufiel. Als Ersatz wurde Mitte des gleichen Jahrhunderts rund 600 m südwestlich das Kastell am Hafen errichtet.
Ausgrabungen des Jahres 1983 lassen eine zweite Vermutung über das Entstehungsdatum zu. Danach wäre das bekannte byzantinische phrourion: (= Festung) oder castellum möglicherweise an ganz anderer Stelle zu suchen. Keramik- und Münzfunde legen nahe, dass Saranta Kolones zur Zeit des Hauses Lusignan, also nach 1191, entstanden ist. Gestützt wird diese Annahme durch die Tatsache, dass der Plan von Saranta Kolones in kleinerem Maßstab die über dem Jordantal gelegene Burg Belvoir aus dem späten 12. Jahrhundert widerspiegelt. 

## Baubeschreibung
Man betritt die Anlage über die Zugangsrampe, die die etwa drei Meter starke Außenmauer südlich des Nordwestturmes durchschneidet und gelangt man in die mit 70 m Seitenlänge annähernd quadratische äußere Burg. Ihr äußerer Mauerring verfügt über acht verschieden geformte Bastionen mit Schießscharten. Der Zugang zur Mauer befand sich im mittleren Turm der Ostflanke. Die Ausfalltore im äußeren Mauerring führten in den Burggraben.
Das Schema des äußeren Mauerringes wiederholt sich bei der Innenburg. Einem Quadrat von etwa 35 m Seitenlänge schließen sich an den Ecken vier mächtige rechteckige Turmgrundmauern an. Der Eingang zur Innenburg liegt in einem hufeisenförmigen Torbau an der Ostseite. Diese nach Osten gerichtete Apsis legt das Vorhandensein einer Burgkapelle in diesem Abschnitt nahe. An den Torbau schließt ein Gebäudegeviert um einen Innenhof an. Im Durchgang zum Innenhof, südlich desselben sowie im jenseits des Hofes gelegenen Gebäudekomplex weisen Futterkrippen auf Stallungen. Nördlich des Durchganges befinden sich Reste einer runden Pflasterung, die auf eine Göpel-Mühle deuten. Zum Hof hin ruhte das innere Mauerngeviert auf sechs Pylonen. In dreien war eine doppelte Latrine eingebaut. Zwischen dem südwestlichen und dem nächstfolgenden Pylon konnte eine Bogenwölbung rekonstruiert werden. Danach verfügten die unteren Räumlichkeiten über Tonnengewölbe, die durch gurtbogenartige Vorlagen gegliedert wurden. Neben dem Bogen im Innenhof befindet sich die Treppe, zum nicht rekonstruierbaren Obergeschoss. Auf der nördlichen Seite des Hofes, sowie aus der Nordwestecke des Gebäudes führt eine Treppe zu einer als Dampfbad bezeichneten Einrichtung, die aber auch der Zuckergewinnung gedient haben könnte. Ein in diesem Bereich gefundenes Melassegefäß deutet auf Zuckerzubereitung schon vor dem Jahre 1222 hin. Der Raum unter dem Westflügel wird teilweise von einer Zisterne eingenommen. Eine weitere, außerhalb der Innenburg liegende Zisterne war über eine Treppe in der Südwestecke des Westflügels zugänglich. Der Wasserversorgung dienten außerdem mehrere Brunnenschächte.